# Каррье-Беллёз, Луи-Робер
Луи-Робер Каррье-Беллёз (фр. Louis-Robert Carrier-Belleuse; 4 июля 1848 года — 14 июня 1913 года) — французский живописец, скульптор и керамист.

## Биография
Сын и ученик скульптора Альбера-Эрнста Каррье-Беллёза, брат художника Пьера Каррье-Беллёза (1851—1932). Первые уроки живописи получил у отца. Позже учился в парижской Школе изящных искусств у Гюстава Буланже и Александра Кабанеля.
Вместе с отцом работал на Севрской фарфоровой мануфактуре, художественным руководителем которой был с 1875 года. Кроме того, с 1889 года работал художественным руководителем фарфоровой мануфактуры в Шуази-ле-Руа.
Участвовал в Салонах. Получил премию в 1881 году (за живопись) и ещё одну за скульптуру в 1889 году. Автор жанровых полотен, пейзажей. Скульптор-монументалист. Создал несколько памятников, в том числе конный памятник генералу Мануэлю Бельграно (Буэнос-Айрес, Аргентина) и Национальный монумент (исп., Коста-Рика), спроектировал мемориал президента Гватемалы Хосе Рейна Барриоса.
Умер в 1913 году и похоронен на кладбище Сен-Венсан в Париже.
- Национальный монумент в Коста-Рике
- Продавец блинчиков
- Скульптор-анималист
- Пейзаж с видом на Монмартр
- Сатир и нимфа. Мрамор